# Itans (Itapiúna)
Itans é um distrito do município de Itapiúna, no estado do Ceará.

## História
A história de Itans é mais antiga do que a história do próprio município de Itapiúna e sede respectivamente. Localizado em terras que originalmente eram habitadas por diversas etnias indígenas, tais como: índios Kanindé, Jenipapo e Paiacus pertences ao grupo dos Tapuias. 
No século XVIII surge um aldeamento, ou povoado, às margens esquerda do rio Choró..
Na mesma época em que foi construído a a Igreja de Nossa Senhora da Conceição de Almofala, em Itans foi construído a "Igreja de Nossa Senhora da Conceição de Itans".
Esse aldeamento cresceu até torna-se um povoado, conforme mapas de 1818 ,  e era uma local de parada para muitos que cruzavam o Ceará de leste-oeste e vice-versa.

## Declínio
No século XIX esse povoamento era um dos lugares mais prósperos da região, fato que veio mudar com o alongamento da Estrada de Ferro de Baturité,  , 
Em 1892, com a criação da estação ferroviária de Itaúna, iniciou-se o declínio econômico de Itans, mas esse povoado permaneceu sendo um ponto de passagem para os viajantes que vinham de Fortaleza e se dirigiam a diversos destinos tais como Oticica.
Com a criação da CE-359 no anos 50 do século XX, o que possibilitou um ligação direta com entre Quixadá e Fortaleza, passando por Pacajus, também veio o definitivo isolamento de Itans.
Em 2010 com quebra da barragem do Açude Torrões, a ligação de Itans com o município de Ibaretama ficou desativada, pois a parede do açude era parte da estrada Oítica-Itans.

## Igreja de Nossa Senhora da Conceição de Itans
Uma das igrejas mais antigas do Ceará, ainda preserva na sua fachada original o símbolo da Coroa Portuguesa e o símbolo do estilo Rococó.
A nave original foi modificada com uma construção ao lado esquerdo e o teto de madeira, que era decorado, foi retirado e reutilizado como suporte de chão de uma Kombi.